# Halfdan Hertzberg
Halfdan Fenton Harbo Hertzberg, kanadski general, * 1884, † 1959.